# Josef Rixner
Josef Rixner (n. 1 mai 1902 la München – d. 25 iunie 1973 la Garmisch-Partenkirchen) a fost un compozitor și dirijor german, autor al unor tangouri celebre printre care Blauer Himmel, Spanischer Marsch (passadoble) sau Stern von Rio.
1. 1 2  „Josef Rixner”, Gemeinsame Normdatei, accesat în 27 aprilie 2014
2. 1 2  Josef Rixner, Munzinger Personen, accesat în 9 octombrie 2017
3. ↑  „Josef Rixner”, Gemeinsame Normdatei, accesat în 14 decembrie 2014
4. ↑  „Josef Rixner”, Gemeinsame Normdatei, accesat în 31 decembrie 2014